# Corixa punctata
Corixa punctata, auch Große Ruderwanze genannt, ist eine Wanze aus der Familie der Ruderwanzen (Corixidae). Die Art lebt in stehenden Gewässern wie Tümpeln oder Teichen von Europa bis Mittelasien.

## Merkmale
Die Wanze erreicht eine Körpergröße von 13 bis 15 Millimeter. Der Körper dieser Wanzenart ist in Anpassung an ihre aquatische Lebensweise „flachbootförmig“ gebaut. Der dunkle Grund der Körperoberseite ist auf den Flügeln charakteristisch hell gepunktet. Auf dem Halsschild (Pronotum) trägt die Art 16 bis 20 Querstreifen. Die mit Haarsäumen besetzten Hinterbeine dienen als Ruderbeine. Die Vorderbeine sind kurz und besitzen ein schaufelförmiges Fußglied. Unter dem Halsschild, den Flügeln und der Unterseite von Brust (Thorax) und Hinterleib (Abdomen) befindet sich ein Luftvorrat, der von Zeit zu Zeit durch Herausstrecken des Kopfes aus dem Wasser erneuert wird. Die Flügel sind gut ausgebildet und voll funktionsfähig. Sie können sogar direkt aus dem Wasser losfliegen. Mit den kräftigen Ruderbeinen wird die Oberfläche des Wassers durchstoßen, um die trockenen Flügel auszubreiten. Diese Art ist meist in hohen Individuendichten anzutreffen. Corixa punctata ist zur Stridulation befähigt. Das Lautorgan ist ein Schrillfeld an den Schenkeln (Femur) des vorderen Beinpaares. Das Hörorgan (Tympanalorgan) ist bei beiden Geschlechtern beidseitig an der Mittelbrust (Mesothorax) ausgebildet und wird von Luft umgeben. Die Gesänge werden besonders zur Paarungszeit ausgeübt.

## Lebensweise
Im Frühling beginnt die Balz der Wanzen. Vor der Paarung stridulieren die Männchen, indem sie ihre Vorderfüße, welche mit ein bis zwei Dornen besetzt sind, über die scharfen Kopfkanten streichen. Das Singen einzelner Männchen regt die gesamte männliche Population an. Die Eier werden meist an Wasserpflanzen angeklebt. Es werden fünf Larvenstadien durchlaufen. Im Juli ist die neue Generation ausgewachsen.  
Diese Wanzenart lebt phytophag von Algen, welche mit dem vorderen verbreiterten Beinpaar herbeigeschaufelt werden.

## Referenzen

### Internetquellen
- Fauna Europaea - Corixa punctata